# الشركة المغربية
الشركة المغربية (بالفرنسية: La Compagnie Marocaine لا كومپاني ماغوكان) كانت شركة قابضة مالية فرنسية أنشئت عام 1902. اختصت الشركة المغربية بالأنشطة الاستعمارية في المغرب.

## تاريخ
الشركة المغربية أنشأتها مجموعة من الصناعيين الفرنسيين يترأسهم أوجين شنايدر الثاني لتدخُّل «كعكة السوق المغربي» وذلك بتطوير الأنشطة التجارية والصناعية والزراعية في المغرب. وكان أوجين شنايدر الثاني من شركة شنايدر مديرها الأول.
حصلت الشركة المغربية، بمقتضى اتفاقية الجزيرة الخضراء عام 1906 والتي أضفت أولوية فرنسا في المغرب طابعا رسميا وسبقت تنفيذ الحماية الفرنسية على المغرب، على صفقة لبناء مينائي الدار البيضاء وآسفي. بل وكان تدمير القطار المنتمي إلى الشركة المغربية المبرر المنتظر لقصف الدار البيضاء وذلك نقطة بداية غزو فرنسا للمغرب.
ازداد رأسمال الشركة من 6 ميلايين إلى 10 ميلايين فرنك قبل أن يخضع المغرب للاستعمار الفرنسي رسميا بتوقيع معاهدة فاس 30 مارس 1912، وذلك استعدادا للصفقات الكبيرة المرتقبة، وتم هذا الازدياد بفضل ضخ رأسمالي كبير من بنك الاتحاد الباريسي. وعندئذ تولى رئاسة الشركة المغربية مماثلٌ من ذلك البنك.
شاركت الشركة المغربية في تأسيس شركة الخطوط السككية المغربية وكانت من أهم المساهمين فيها.
صارت الشركة المغربية مسجلة في بورصة باريس عام 1920.